# Juliane-Bartel-Medienpreis

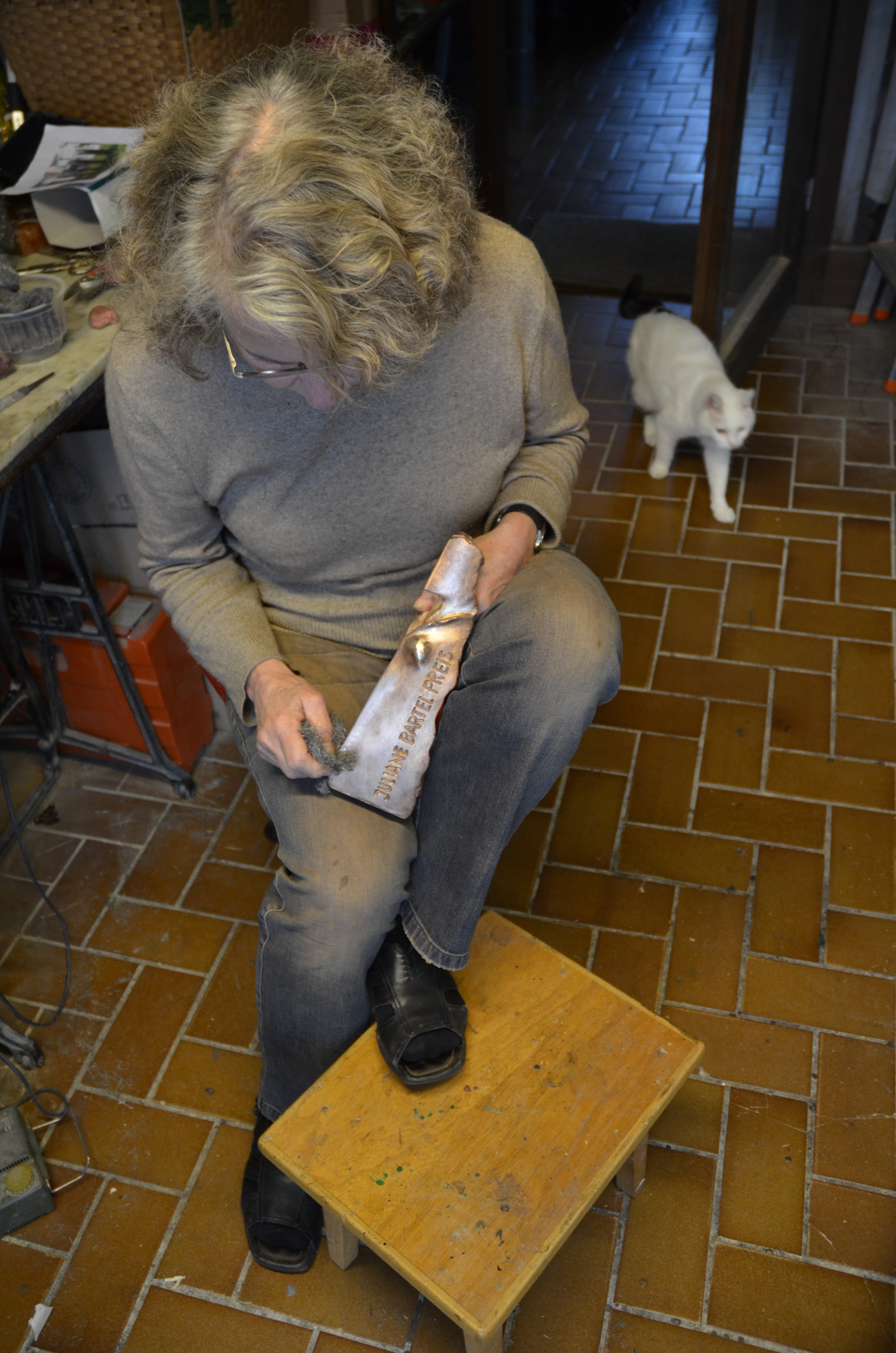
Die Bildhauerin Ulrike Enders im Oktober 2018 bei der Bearbeitung der Skulptur für den Juliane-Bartel-Preis

Der Juliane-Bartel-Preis ist ein Medienpreis und würdigt herausragende Arbeiten zur Gleichstellung von Frauen und Männern, die Rollenkonflikte und Diskriminierungen sichtbar machen. 
Der mit 15.000 Euro dotierte Juliane-Bartel-Preis wird vom Niedersächsischen Ministerium für Soziales, Frauen, Familie und Gesundheit in Kooperation mit dem Norddeutschen Rundfunk Landesfunkhaus Niedersachsen, der Niedersächsischen Landesmedienanstalt (NLM), Radio Bremen, der Universität Hannover, dem Landesfrauenrat Niedersachsen e. V., der Landesarbeitsgemeinschaft kommunaler Frauenbüros Niedersachsen und der Vernetzungsstelle für Gleichberechtigung, Frauenbeauftragte und Gleichstellungsbeauftragte verliehen. Dabei entscheidet eine unabhängige Jury über die eingereichten Beiträge.
Die Auszeichnung wurde im Jahr 2001 erstmals vergeben und nach der 1998 verstorbenen Journalistin und Talkshow-Moderatorin Juliane Bartel benannt.